# جيرار كلاين (كاتب)
جيرار كلاين (بالفرنسية: Gérard Klein) (و. 1937  م) هو كاتب، واقتصادي، وناشر (حرفة)، وكاتب خيال علمي فرنسي، ولد في نويي-سور-سين.

## التعليم
تعلم في معهد الدراسات السياسية بباريس.

## جوائز
حصل على جوائز منها:
- Pilgrim Award [الإنجليزية]‏ (2005)
- Grand prix de l'Imaginaire [الإنجليزية]‏.